# 7. Berlini Nemzetközi Filmfesztivál
Az 7. Berlini Nemzetközi Filmfesztivál 1957. június 21. és július 2. között került megrendezésre. A fesztivál zsűrielnöke Jay Carmody amerikai színműkritikus volt. Az Arany Medve díjat Sidney Lumet filmje, a Tizenkét dühös ember nyerte. A Filmkritikusok Nemzetközi Szövetsége ezen a gálán adta át először a FIPRESCI-díjat.

## Zsűri
Az alábbi emberek voltak a fesztivál zsűrijének tagjai:

### Filmek
- Jay Carmody, amerikai színműkritikus - Zsűrielnök
- Jean de Baroncelli, francia író és filmkritikus
- John Sutro, brit producer
- Dalpathal Kothari, India
- Fernaldo Di Giammatteo, olasz történész és filmkritikus
- Bunzaburo Hayashi, japán producer
- Miguel Alemán Jr., mexikói producer
- Thorsten Eklann, svéd újságíró
- José María Escudero, spanyol vezető fotós
- Edmund Luft, nyugat-német színműíró, történész és filmkritikus
- Ernst Schröder, nyugat-német színész

### Dokumentumfilmek és rövidfilmek
- Adolf Hübl, a Bundesstaatliche Hauptstelle für Lichtbild und Bildungsfilm osztrák alapítója - Zsűrielnök
- Paul Heimann, nyugat-német pedagógus
- Paul Louyet, belga producer
- Norman McLaren, kanadai rendező és producer
- Karl Naef, Svájc
- Yrjö Rannikko, finn producer
- Ahmed Sefrioui, Marokkó

## A fesztivál programja

### Versenyben lévő filmek
Az alábbi filmek voltak versenyben az Arany Medve- és az Ezüst Medve-díjakért:
| Magyar cím                         | Eredeti cím                                               | Rendező              | Ország                     |
| ---------------------------------- | --------------------------------------------------------- | -------------------- | -------------------------- |
| Tizenkét dühös ember               | 12 Angry Men                                              | Sidney Lumet         | Amerikai Egyesült Államok  |
| 1918                               | 1918                                                      | Toivo Särkkä         | Finnország                 |
| Arsène Lupin kalandjai             | Les Aventures d'Arsène Lupin                              | Jacques Becker       | Franciaország, Olaszország |
| Arashi                             | 嵐                                                        | Hiroshi Inagaki      | Japán                      |
| Ingen tid til kærtegn              | Ingen tid til kærtegn                                     | Annelise Hovmand     | Dánia                      |
| Brahim                             | Brahim                                                    | Jean Flechet         | Marokkó                    |
| El Hombre Señalado                 | El Hombre Señalado                                        | Francis Lauric       | Argentína                  |
| Apák és fiúk                       | Padri e figli                                             | Mario Monicelli      | Olaszország                |
| Freedom                            | Freedom                                                   | Vernon Messenger     | Nigéria                    |
| Protevousianikes peripeteies       | Πρωτευουσιάνικες περιπέτειες Protevousianikes peripeteies | Yannis Petropoulakis | Görögország                |
| Hang Tuah                          | Hang Tuah                                                 | Phani Majumdar       | Szingapúr, Malajzia        |
| Felicidad                          | Felicidad                                                 | Alfonso Corona Blake | Mexikó                     |
| Nem volt hiába                     | Nije bilo uzalud                                          | Nikola Tanhofer      | Jugoszlávia                |
| Jonas                              | Jonas                                                     | Ottomar Domnick      | Nyugat-Németország         |
| Kabuliwala                         | কাবুলিওয়ালা                                                    | Tapan Sinha          | India                      |
| Die Letzten werden die Ersten sein | Die Letzten werden die Ersten sein                        | Rolf Hansen          | Nyugat-Németország         |
| Sista paret ut                     | Sista paret ut                                            | Alf Sjöberg          | Svédország                 |
| Az esőkabátos ember                | L'Homme à l'imperméable                                   | Julien Duvivier      | Franciaország              |
| Manuela                            | Manuela                                                   | Guy Hamilton         | Egyesült Királyság         |
| Sait-on jamais...                  | Sait-on jamais...                                         | Roger Vadim          | Franciaország, Olaszország |
| Stevnemøte med glemte år           | Stevnemøte med glemte år                                  | Jon Lennart Mjøen    | Norvégia                   |
| Az élet titka                      | Secrets of Life                                           | James Algar          | Amerikai Egyesült Államok  |
| A spanyol kertész                  | The Spanish Gardener                                      | Philip Leacock       | Egyesült Királyság         |
| Tausend Kleine Zeichen             | Tausend Kleine Zeichen                                    | Herbert Seggelke     | Nyugat-Németország         |
| Teaház az Augusztusi Holdhoz       | The Teahouse of the August Moon                           | Daniel Mann          | Amerikai Egyesült Államok  |
| Tizoc: Amor indio                  | Tizoc: Amor indio                                         | Ismael Rodríguez     | Mexikó                     |
| El Fetewa                          | الفتوة                                                    | Salah Abu Seif       | Egyiptom                   |
| Wang hun gu                        | 亡魂谷                                                    | Chun Yen             | Hongkong                   |
| The Wayward Bus                    | The Wayward Bus                                           | Victor Vicas         | Amerikai Egyesült Államok  |
| Shijibganeun nal                   | 시집가는 날                                               | Byung-il Lee         | Dél-Korea                  |
| Amanecer en Puerta Oscura          | Amanecer en Puerta Oscura                                 | José María Forqué    | Spanyolország              |
| La finestra sul Luna Park          | La finestra sul Luna Park                                 | Luigi Comencini      | Olaszország                |
| Woman in a Dressing Gown           | Woman in a Dressing Gown                                  | J. Lee Thompson      | Egyesült Királyság         |

### Dokumentumfilmek és rövidfilmek
| Magyar cím                            | Eredeti cím                           | Rendező              | Ország                    |
| ------------------------------------- | ------------------------------------- | -------------------- | ------------------------- |
| Big Bill Blues                        | Big Bill Blues                        | Jean Delire          | Belgium                   |
| Gente lontana                         | Gente lontana                         | Lionetto Fabbri      | Olaszország               |
| Đất Lành                              | Đất Lành                              | Ramon A. Estella     | Dél-Vietnám               |
| Felicidad                             | Felicidad                             | Alfonso Corona Blake | Mexikó                    |
| Abarenbo kaido                        | 暴れん坊街道                          | Tomu Uchida          | Japán                     |
| La revolución mexicana en sus murales | La revolución mexicana en sus murales | Luis Spota           | Mexikó                    |
| L'ultimo paradiso                     | L'ultimo paradiso                     | Folco Quilici        | Olaszország               |
| Plitvicka jezera                      | Plitvicka jezera                      | Dragoslav Holub      | Jugoszlávia               |
| Ruf der Götter                        | Ruf der Götter                        | Dietrich Wawrzyn     | Nyugat-Németország        |
| Az élet titka                         | Secrets of Life                       | James Algar          | Amerikai Egyesült Államok |
| Tausend kleine Zeichen                | Tausend kleine Zeichen                | Herbert Seggelke     | Nyugat-Németország        |

## Győztesek
- Arany Medve: Tizenkét dühös ember (Sidney Lumet)
- Ezüst Medve díj a legjobb rendezőnek: Mario Monicelli (Apák és fiúk)
- Ezüst Medve díj a legjobb színésznőnek: Yvonne Mitchell (Woman in a Dressing Gown)
- Ezüst Medve díj a legjobb színésznek: Pedro Infante (Tizoc: Amor indio)
- A zsűri különdíja:
  - Amanecer en Puerta Oscura (José María Forqué)
  - Kabuliwala (Tapan Sinha)
- Arany Medve a legjobb dokumentumfilmnek: Az élet titka by James Algar
- Ezüst Medve díj a legjobb dokumentumfilmnek: L'ultimo paradiso (Folco Quilici)
- Arany Medve a legjobb rövidfilmnek: Gente lontana (Lionetto Fabbri)
- Ezüst Medve díj a legjobb rövidfilmnek:
  - Plitvička jezera (Šime Šimatović)
  - Tausend kleine Zeichen (Herbert Seggelke)
  - Big Bill Blues (Jean Delire)
- FIPRESCI-díj
  - Woman in a Dressing Gown (J. Lee Thompson)
    - Tiszteletbeli említés: Ingen tid til kærtegn (Annelise Hovmand)
- OCIC-díj
  - Tizenkét dühös ember (Sidney Lumet)
    - Tiszteletbeli említés: Woman in a Dressing Gown (J. Lee Thompson)

## Fordítás
- Ez a szócikk részben vagy egészben  a(z)   7th Berlin International Film Festival című angol Wikipédia-szócikk fordításán alapul.  Az eredeti cikk szerkesztőit annak laptörténete sorolja fel. Ez a jelzés csupán a megfogalmazás eredetét és a szerzői jogokat jelzi, nem szolgál a cikkben szereplő információk forrásmegjelöléseként.